# Lega Nord
Sjeverna liga za neovisnost Padanije (tal. Lega Nord per l'Indipendenza della Padania) skraćeno Sjeverna liga (tal. Lega Nord, LN) je parlamentarna, desničarska i federalistička stranka u Italiji.
Politička stranka Lega Nord se 1990-ih i 2000-ih zauzimala za neovisni sjever Italije(Padanija), ali se posljednjih godina etiketira kao nacionalistička stranka koja se proslavila politikom protiv migranata iz Afrike i Azije i ilegalnih migracija. Sada je fokus talijanski nacionalizam, ali su i dalje za autonomiju sjevera Italije.

## Povijest

### Osnivanje i početak
4. studenoga 1989. stvorena je pod imenom Pokret Sjeverna liga“ kao unija više stranaka sa sjevera Italije.
Pokret ističe se u narednim godinama, kao jedan od najvažnijih u sjevernoj Italiji, što dovodi njihove kandidate na nekoliko lokalnih vlasti, od kojih je grad Milano, jedan od najznačajnijih poslovnih i financijskih središta Europske unije.
1992. godine, Sjeverna liga dobiva 80 mjesta u talijanskom parlamentu.
Zastava i Karta Padanije

### Koalicija s desnicom
Povodom izbora u ožujkom 1994., Sjeverna liga sklapa koaliciju s Silvijem Berlusconijem, koji je osnovao partiju pod nazivom Forza Italia, zajedno su formirali koaliciju desnog centra "Pol Slobode". Berlusconi međutim vodi dvije koalicije s kojim je stvorio vladu, jednu na sjeveru s Ligom, a drugu na jugu s Nacionalnom Alijansom i Kršćansko-demokratskim centrom. Takvo stanje nestabilnosti vodi vrlo brzo do raspada koalicije i izlaska Lige iz vlade, koja nakon malo vremena pada.

### Separatističke tenzije 1996.
Tijekom izbora 1996., je Sjeverna liga kandidirala samostalno i osvojila rekordnih 10,4 % glasova u zemlji, što je značilo 87 poslanika. Ova odluka je kaznila novu Berlusconijevu koaliciju desnog centra i favorizovala pobjedu nove koalicije lijevog centra, pod nazivom L'Ulivo (hrv. Maslina), koju je predvodio Romano Prodi. Zbog jake podrške birača (30 % u Venetu, 25 % u Lombardiji), 15. rujna 1996., Sjeverna liga, je radikalizirala svoj položaj, predložila odcjepljenje sjeverne Italije (Padanije) i sazvala demonstracije duž rijeke Po, koje su se završile u Veneciji s provokativnim proglasom neovisnosti Padanije sa strane lidera Lige Umberta Bosija:

### Nova koalicija s desnicama
U narednim izborima Liga je prolazila kroz stalan pad birača (2001. osvajajući 3,9 % glasova), što je primoralo stranku da se vrati u pogodbu s partijama desnog centra. Na izborima 2001., Liga je učestvovala na izborima u koaliciji "Kuća sloboda", koja je pobijedila izbore i formirala novu vladu. 
Na europskim izborima 2004. i na regionalnim 2005., Liga se oporavila od naglog izbornog pada i dobila prvo 4,9 % (2004.) pa 5,6 % (2005.) ukupnih glasova. 
Na nacionalnim izborima za Skupštinu 2006 godine, Liga je osvojila 4,5 % preferencija, iako će desničarska koalicija izgubiti te izbore. Na izborima 2008. Liga se predstavila u koaliciji s Narodom slobode i Pokretom za autonomiju Juga.
Ovaj put dolazi do odlučnog porasta: 8,30 % glasova za Dom poslanika i 8,06 % za Senat.

## Danas
2010. na regionalnim izborima, Liga dobiva 35,5 % glasova u Venetu i ukupno više od 9% glasova na nacionalnom nivou. Dobiva unutar desničarske koalicije mjesta predsjednika Veneta i Pijemonta.
Trenutno, Sjeverna liga brani projekat fiskalnog federalizma i protivi se ratifikaciji Lisabonskog ugovora. Promovira borbu protiv imigracije u Italiji.
Poznata je po svojim anti-muslimanskim stavovima i bila je jedna od rijetkih stranaka u Italiji koja se protivila NATO bombardiranju Jugoslavije 1999., proglašenju neovisnosti Kosova od Srbije i učestvovanju Italije u NATO agresiji na Libiju. Interesantno je također što je predsjednik Lige u Europskom Parlamentu, Mario Borgecio povodom uhićenja generala Mladića, izjavio da za njega on nije ratni zločinac nego patriota, da je proces protiv njega političko nasilje i da su Srbi mogli zaustaviti prodiranje islama u Europu.

## Galerija
- Zastava Padanije
- Umberto Bossi
- Govor Salvinija u Turinu
- "Festival Padanskih naroda" u Veneciji, 2011.

## Vanjske poveznice
- Službena stranica  Arhivirana inačica izvorne stranice od 5. prosinca 1998. (Wayback Machine)